# Сражение при Оровайсе
Сражение при Оровайсе — сражение, состоявшееся 2 (14) сентября 1808 между русскими войсками генерала Николая Михайловича Каменского и шведской армией графа Морица Клингспора около местечка Оравайс (Oravais). Разгром шведов в сражении ознаменовал собой наступление переломного этапа в войне за Финляндию.

## Предыстория

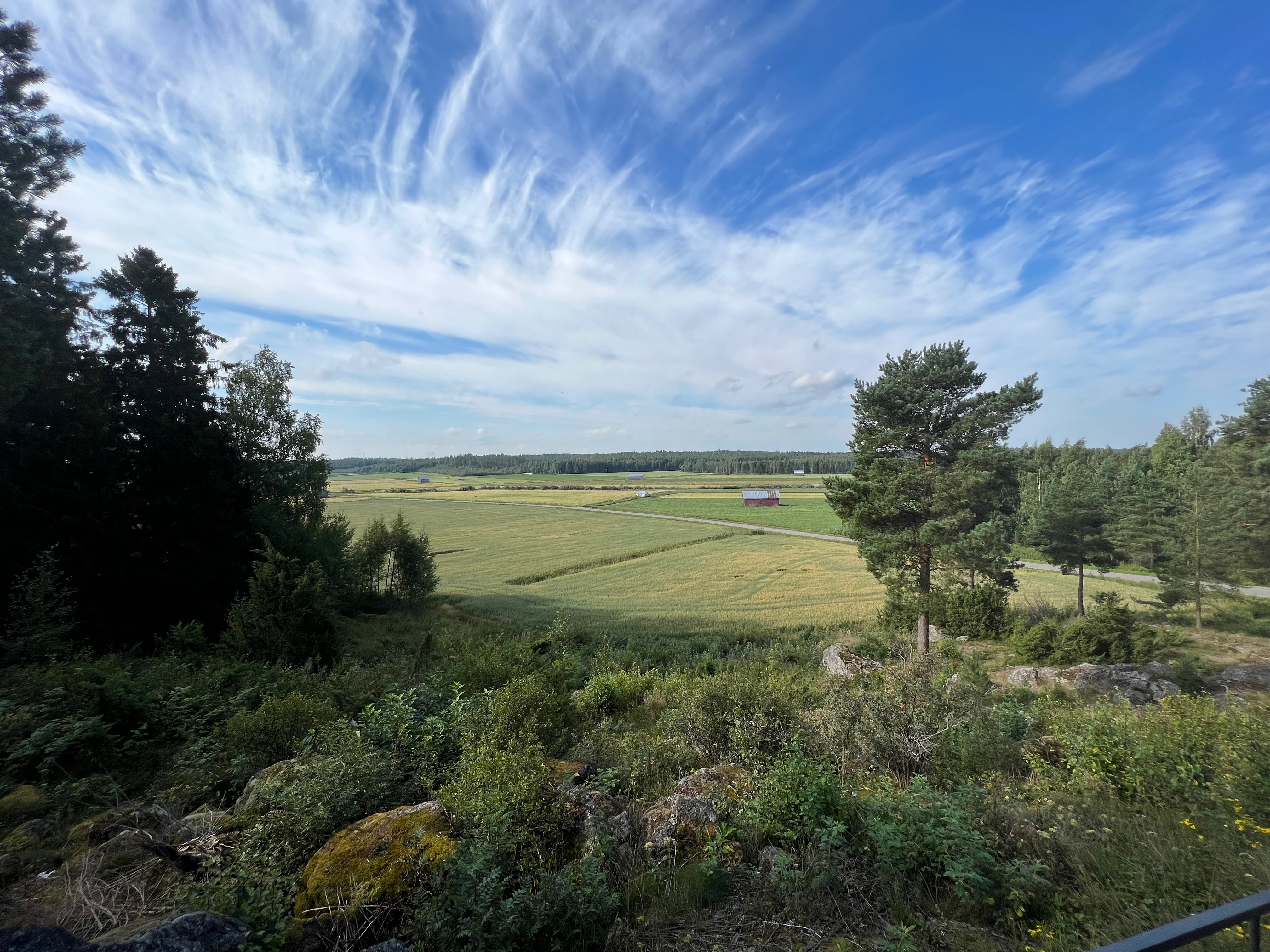
Место битвы в наши дни

Положение русских войск в Финляндии осложнилось летом 1808 года. Под натиском шведских войск генерала Клингспора и финских партизан отряд генерала Раевского, насчитывавший 6 тысяч солдат, отступил к Сальми, а затем к Алаво. 12 июля 1808 года Раевский был сменён Н. М. Каменским. Новый командующий приказал отступать к Таммерфорсу.
20 августа войска Каменского разгромили Клингспора у деревни Куортане. Разбитые шведы отступили к городу Васе. Оставив Васу, Клингспор отступил на север к деревне Оравейс, располагавшейся в 45 верстах от Васы. Семитысячная армия шведов закрепилась за болотистой речкой, упираясь правым флангом в Ботнический залив, а левым — в утёсы, окружённые дремучим лесом.

## Сражение

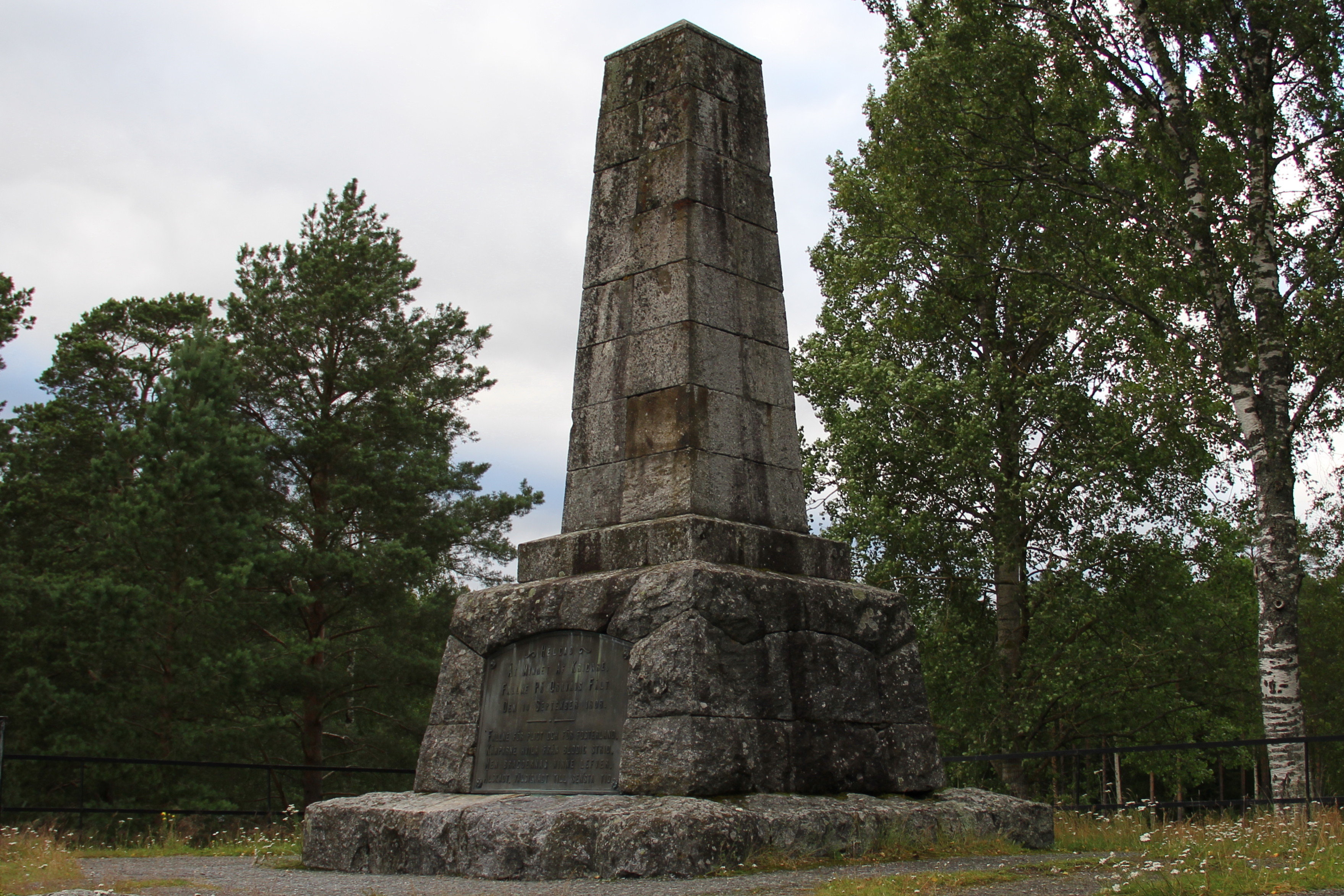
Памятник на месте битвы

На рассвете в 8:00 русский авангард полковника Я. П. Кульнева атаковал позиции шведских войск, однако был отбит, и шведы начали преследование отступающего отряда Кульнева. На помощь отходящему отряду поспешили 2 пехотных полка генерала Н. И. Демидова, которые остановили и опрокинули наступавших шведов. Затем на место сражения прибыл Каменский с двумя ротами пехоты и батальоном егерей. 
В 15:00 наступление шведов возобновилось, но подошедшие войска генерала Ушакова отбили нападение, и шведы вновь отступили к исходным позициям. Ночью отряд Демидова обошёл лесом шведские позиции. Утром шведы, узнав о возможном окружении, организованно отступили на север. В сражении обе стороны потеряли примерно по одной тысяче человек.

## Итог
В результате разгрома шведских сил при Оравейсе в войне наступил решительный перелом, и после ряда неудач шведский командующий Клингспор вынужден был пойти на перемирие, заключённое сторонами 17 сентября.

## Память
В часть победы русского оружия в Императорской армии появился Оровайский 195-й пехотный полк

## Источник
- Оравайс // Олонхо — Панино. — М. : Советская энциклопедия, 1955. — С. 128. — (Большая советская энциклопедия : [в 51 т.] /  гл. ред. Б. А. Введенский ; 1949—1958, т. 31).
- Широкорад А. Б. Северные войны России — М.: ACT; Минск: Харвест, 2001.